# 29-я гвардейская ракетная дивизия
29-я гвардейская ракетная Витебская ордена Ленина Краснознамённая дивизия (В/ч 59968) — соединение в составе ракетных войск стратегического назначения, штаб которого расположен в Иркутске.

## История
29-я ракетная дивизия сформирована на базе управления 85-й инженерной бригады резерва верховного главнокомандования (созданной в 1951 году, как 54-я бригада особого назначения РВГК) и личного состава 51-й гвардейской мотострелковой Витебской ордена Ленина Краснознамённой дивизии, расформированной в соответствии с директивой командующего войсками Прибалтийского военного округа № 006471 от 5 мая 1960 года.
В июле 1960 года инженерные бригады РВГК были переформированы в ракетные дивизии, а инженерные полки — в ракетные полки.
С целью увековечивания славы и боевых заслуг 51-й гвардейской стрелковой Витебской ордена Ленина Краснознамённой дивизии, её боевое знамя, награды и почётное наименование переданы сформированной ракетной дивизии.
17 октября 1961 года состоялась передача боевого знамени 51-й гвардейской стрелковой дивизии 29-й ракетной дивизии, получившей наименование 29-я гвардейская ракетная Витебская ордена Ленина Краснознамённая дивизия.
Дата годового праздника — 1 июля (день завершения формирования 54-й бригады особого назначения РВГК в 1952 году).
В сентябре 1960 года дивизия вошла в состав 50-й ракетной армии, сформированной на базе 50-й воздушной армии дальней авиации ВВС. Командующим армией был назначен генерал-лейтенант авиации Добыш Фёдор Иванович (армия расформирована 30 ноября 1990 года).
Штаб дивизии дислоцировался с июля 1960 по сентябрь-октябрь 1961 года в г. Таураге Литовской ССР, с сентября-октября 1961 по декабрь 1985 года в г. Шяуляй Литовской ССР.
С 1 февраля 1986 года, по директиве главнокомандующего РВСН № 432/3/00846 от 3 декабря 1985 года, дивизия переводится в Иркутск, в состав 53-й ракетной армии, имея в составе пять ракетных полков БРСД 15П653 «Пионер-УТТХ», однако, в связи с заключением договора о ликвидации РСМД между СССР и США, на боевое дежурство полки 29 рд с этими ракетами так и не встали, а в мае 1988 года на дежурство заступил первый в дивизии ракетный полк с МБР «Тополь».
С 16 сентября 2002 года, после расформирования 53-й ракетной армии переведена в состав 33-й ракетной армии.

## Командование
Первое командование дивизии:

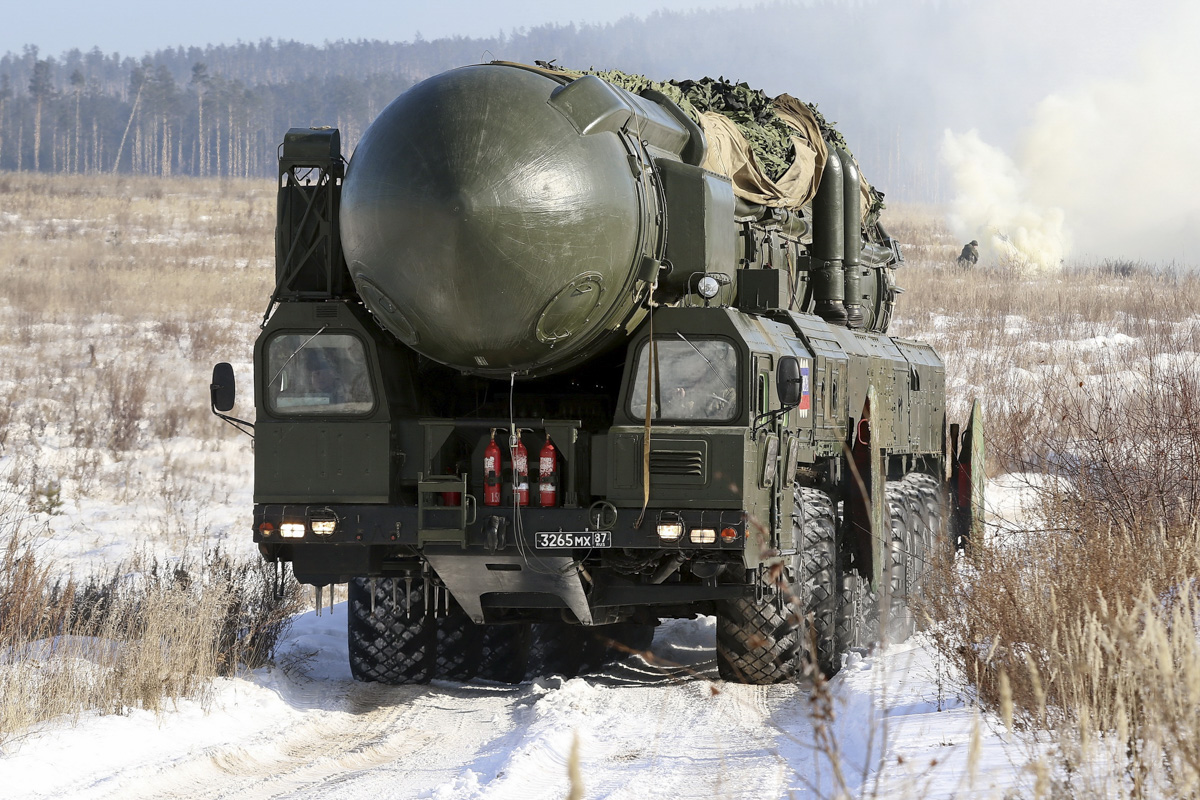
ПУ 15У168 комплекса РТ-2ПМ «Тополь».

- командир дивизии полковник Колесов Александр Александрович
- заместитель командира дивизии полковник Вишневский Михаил Павлович
- начальник штаба полковник Торопов Юрий Вячеславович
- начальник политотдела полковник Немытов Валерий Алексеевич
- заместитель командира дивизии по вооружению — главный инженер майор Гуров Виктор Александрович
- заместитель командира дивизии по тылу полковник Шелуханский Иван Петрович
- начальник отделения боевой готовности и боевой стрельбы штаба дивизии полковник Зайцев Сергей Семёнович

Командиры дивизии
- Генерал-майор Колесов Александр Александрович (24.09.1958 г. — 24.07.1963 г.)
- Генерал-майор Кокин Леонид Ильич (24.07.1963 г. — 05.08.1970 г.)
- Генерал-майор Глуховский Вильгельм Петрович (05.08.1970 г. — 28.11.1975 г.)
- Генерал-майор Ерисковский Геннадий Фёдорович (28.11.1975 г. — 05.07.1983 г.)
- Генерал-майор Тонких Вячеслав Константинович (05.07.1983 г. — 10.12.1987 г.)
- Полковник Лазарев Виктор Николаевич (10.12.1987 г. — 1990 г.)
- Генерал-майор Дрёмов Виктор Васильевич (1990-1994 гг.)
- Генерал-майор Гонтаренко Владимир Николаевич (1994-1999 гг.)
- Генерал-майор Анциферов Владимир Васильевич (1999-2004 гг.)
- Генерал-майор Сивер Сергей Викторович (2004-2006 гг.)
- Генерал-майор Кулай Анатолий Григорьевич (2006-2010 гг.)
- Полковник Стенькин (2010-2010 гг.)
- Генерал-майор Головач Виталий Васильевич (2010-2015 гг.)
- полковник Сытник Юрий Михайлович(16.07.2015 г. - март 2017 г.)
- генерал-майор Старовойтенко Эдуард Юрьевич (с марта 2017 г. - 2019 г.)
- генерал-майор Михайлов Сергей Владимирович (2019 г. - по настоящее время)

Заместители командира дивизии
| - Полковник М. П. Вишневский - Полковник Г. Д. Гаврилов - Полковник Б. И. Минеев - Полковник И. Ф. Николаев - Полковник Ю. М. Кочин - Полковник Г. М. Поленков - Полковник В. К. Тонких | - Полковник В. Н. Лазарев - Полковник В. Н. Агеев - Полковник В. А. Шняк - Полковник А. Н. Липовой - Полковник В. В. Головач - Полковник А. В. Хмелёв |

Заместители командира дивизии по воспитательной работе — начальники политического отдела дивизии
| - Полковник В. А. Немытов - Полковник А. Г. Логачёв - Полковник С. Т. Замащиков - Полковник Е. И. Пароль - Полковник В. Л. Евстратов - Полковник В. П. Воробьёв - Полковник А. В. Гришин | - Полковник В. Л. Рыжов - Полковник Н. В. Серёгин - Полковник В. Л. Кириенко - Полковник В. Л. Костенко - Полковник С. Б. Рыковский - Полковник С. Ю Ческидов |

Начальники штаба дивизии

| - Полковник Ю. В. Торопов - Полковник Н. К. Монахов - Полковник И. Л. Тягнибок - Полковник И. Е. Абросимов - Полковник М. И. Щуцкий - Полковник С.В. Казаков | - Полковник В. Г. Гагарин - Полковник В. М. Радюшкин - Полковник С. С. Иваницкий - Полковник Ф. Н. Шигмарданов |

Заместители командира дивизии по вооружению — главные инженеры

| - Майор В. А. Гуров - Подполковник Н. М. Кокарев - Полковник В. Г. Долгополов - Полковник В. А. Рылов | - Полковник О. П. Яценко - Полковник Н. В. Квятковский - Полковник А. Д. Супранович - Полковник А. А. Мартынов |

Заместители командира дивизии по тылу

| - Полковник И. П. Шелуханский - Полковник И. Т. Ларионов - Полковник Е. В. Святошнюк - Полковник Б. Ф. Ткаченко | - Полковник И. С. Салицкас - Полковник В. С. Преображенский - Полковник В. В. Карагодин - Полковник Н. В. Рожнов |

Заместители начальника штаба дивизии — начальники оперативного отделения
| - Полковник С. С. Зайцев - Полковник В. Н. Лихолетов - Подполковник А. В. Колпаков - Полковник А. В. Рукобратский | - Полковник Н. Я. Галян - Полковник А. П. Загорулько - Полковник А. В. Хмелёв - Полковник И. Е. Старостин |

Заместители начальника штаба дивизии по боевому управлению— начальники командного пункта ракетной дивизии
- Подполковник Ермолин С. Н.
- Подполковник Тедешвили В. Г.
- Подполковник Дигусаров В. И.
- Майор Андреев А. А.
- Подполковник Абалмазов А. В.
- Подполковник Олейник К. К.
- Майор Сатинаев В. В.

## Состав

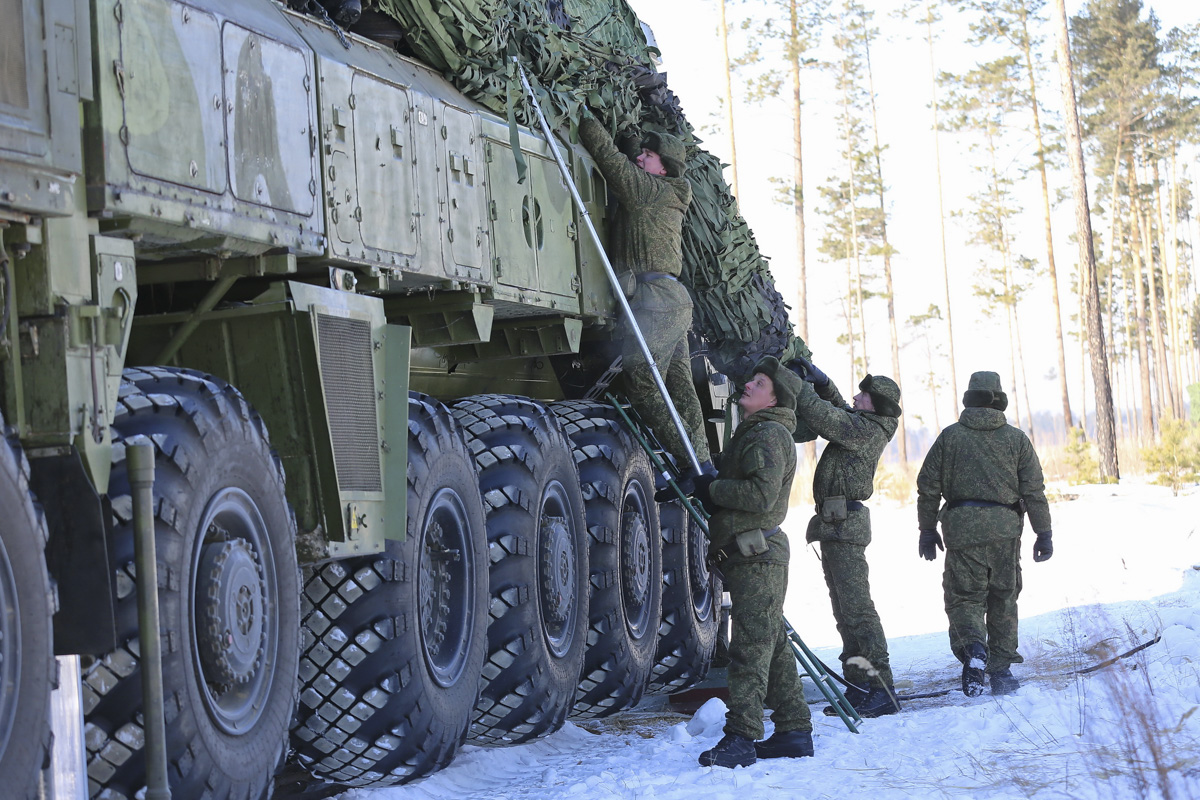

При формировании в состав дивизии вошли:
- 637-й гвардейский ракетный Краснознамённый полк имени 50-летия СССР.

Место дислокации — г. Таураге. В октя6ре 1959 года полк был полностью сформирован и в мае 1960 года приступил к несению боевого дежурства. В составе полка — два дивизиона Р-12. В 1962 году передан в 58-ю ракетную дивизию.
- 867-й гвардейский ракетный Полоцкий ордена Кутузова полк (войсковая часть 23460).

Место постоянной дислокации — г. Добеле Латвийской ССР. Полк формировался на базе полка фронтовой авиации и 156-го механизированного полка 51-й механизированной дивизии, чьё наименование получил по преемственности.
Командир полка подполковник В. Д. Корунчиков, с середины 1960 года — подполковник М. П. Данильченко.
К 10 января 1960 года полк в составе двух наземных дивизионов был в основном укомплектован личным составом и с получением наземного оборудования приступил к освоению ракетного комплекса с ракетой Р-12 (8К63). Формируется 3-й дивизион (командир дивизиона майор Ю. В. Потапов) с шахтными пусковыми установками. Начато строительство и монтаж технологического оборудования шахтного ракетного комплекса с ракетой Р-12У;
- 307-й гвардейский ракетный Кёнигсбергский Краснознамённый ордена Кутузова полк (войсковая часть 54117).

Место постоянной дислокации — г. Елгава Латвийской ССР. Полк формировался на базе артиллерийской бригады большой мощности, первоначально в составе двух наземных дивизионов (впоследствии добавился 3-й дивизион с шахтным ракетным комплексом с ракетой Р-12У).
Командир полка полковник Б. И. Минеев;
- 79-й гвардейский ракетный Севастопольский Краснознамённый полк (войсковая часть 18278).

Место постоянной дислокации — г. Плунге Литовской ССР (ракетная база Плокштине). Полк формировался в 1958 году на базе 198-го полка тяжёлой бомбардировочной авиации 83-й гвардейской авиационной дивизии. Включал в себя два дивизиона Р-12 с наземными ПУ и один дивизион шахтных Р-12У. Полк принимал участие в операции «Анадырь».
- 344-й гвардейский ракетный Краснознамённый полк (войсковая часть 44008).

Место постоянной дислокации — г. Приекуле Латвийской ССР.
Начало формирования полка — июль 1960 года на базе 138-го артиллерийского Краснознамённого полка 51-й гвардейской стрелковой дивизии, корни которого уходят в далёкий 1921 год, когда в апреле из отдельной батареи Армянской стрелковой дивизии был сформирован артиллерийский полк. На укомплектование ракетного полка прибыли военнослужащие из числа артиллеристов и танкистов, а также моряки из расформированной Лиепайской военно-морской базы Балтийского флота.
Командир полка полковник С. Г. Чистяков.
В составе полка формируются три дивизиона. На вооружение полка поступает новый ракетный комплекс с ракетами Р-14 в наземном и шахтном вариантах.
- 115-й гвардейский ракетный полк (войсковая часть 18282).

Место постоянной дислокации — пос. Паплака Латвийской ССР.
Командир полка подполковник В. Ф. Ененков, позднее — подполковник В. П. Онищенко,
Полк сформирован на базе 115-го гвардейского авиационного полка 50-й воздушной армии дальней авиации, дислоцировавшегося в пос. Выползово Новгородской области. С апреля 1959 года личный состав полка на 4 ГЦП МО проходил обучение и освоение ракетного комплекса с ракетой Р-2, а затем — ракетного комплекса с ракетой Р-5М. В августе 1959 года полк был передислоцирован в пос. Паплака, доукомплектован личным составом, техникой, ракетами Р-5М и 1 мая 1960 года заступил на боевое дежурство в составе двух огневых дивизионов (командиры дивизионов майоры С. И. Муругов и А. А. Клименко) и дивизиона транспортировки боезапаса и заправки.

## Структура дивизиона
- В огневом дивизионе четыре стартовых и одна техническая батареи.
- В стартовой батарее — три боевых отделения и отделение БРК, около 100 военнослужащих, из них 12 офицеров.
- Боевые задачи огневые дивизионы выполняли на БСП с пристартовыми городками, расположенными в 20-25 км от жилого городка. Были выбраны и полевые позиционные районы.
- При каждом ракетном полку была сформирована ремонтно-техническая база, решающая задачи ядерно-технического обеспечения (хранение, подготовка к применению головных частей и их стыковка с ракетами).

## Занесены в книгу почёта военного совета РВСН
Военнослужащие

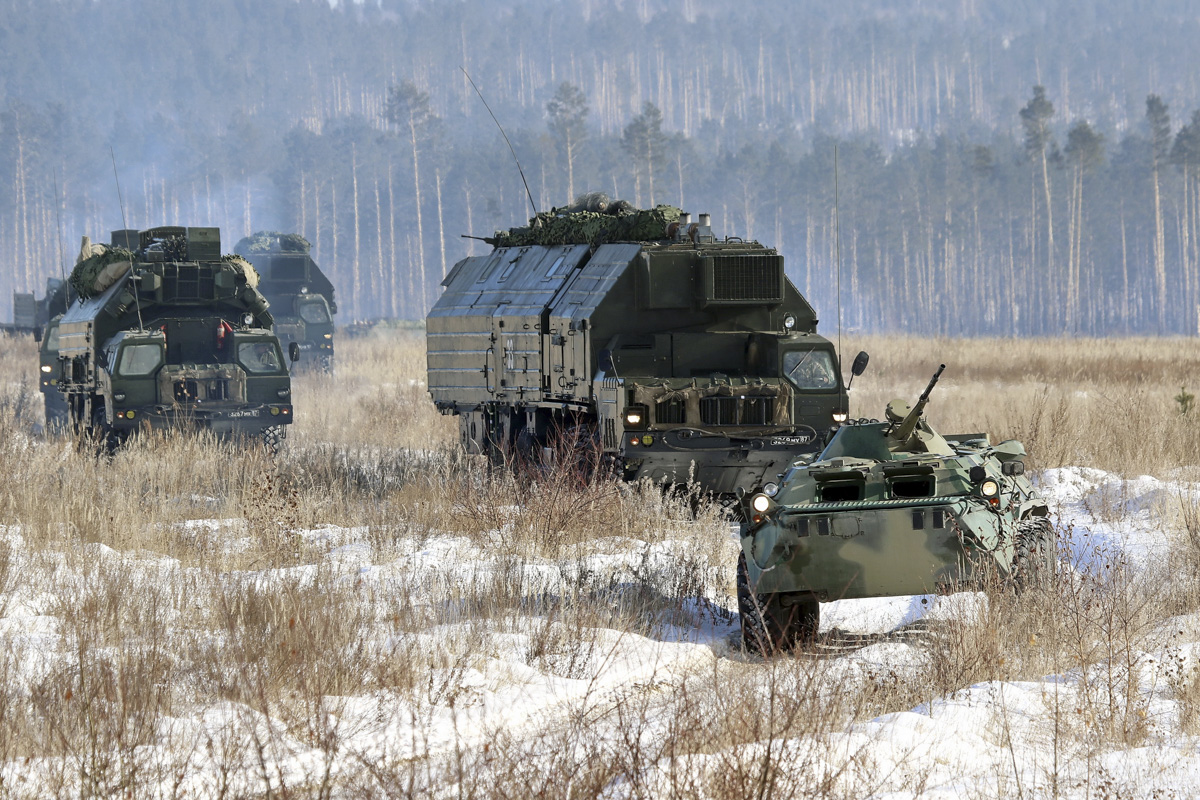
Машина обеспечения боевого дежурства 15В231 и машина боевого управления 15В167.

- 1965 год — сержант Дегтярёв Николай Иванович, техник бортового оборудования полка.
- 1967 год — подполковник Ютрин Георгий Иванович, командир 3-го ракетного дивизиона 307 рп (г. Елгава).
- 1970 год — майор Климов Владимир Васильевич, командир группы пуска.
- 1971 год — майор Наркевич Антон Михайлович, заместитель командира дивизиона по вооружению.

Части и подразделения
- 1966 год — 3-й ракетный дивизион 307 рп (г. Елгава), командир подполковник Ютрин Георгий Иванович.
- 1966 год — сборочная бригада, командир подполковник Александров Владимир Константинович.
- 1968 год — 3-й ракетный дивизион 867 рп (г. Добеле), командир подполковник Потапов Юрий Васильевич.
- 1971 год — сборочная бригада ртб (г. Добеле), командир подполковник Виноградов Виктор Петрович.
- 1972 год — ртб (г. Добеле), командир полковник Репин Михаил Егорович.
- 1976 год — стартовая батарея, командир майор Былинский Евгений Николаевич.
- 1976 год — сборочная бригада ртб (г. Добеле), командир подполковник Толстой Виктор Александрович.
- 1978 год — ртб (г. Добеле), командир полковник Репин Михаил Егорович.
- 1981 год — узел связи дивизии, командир подполковник Янчевский Иван Иванович.

## Награды дивизии
Унаследованы от 51-й гвардейской стрелковой Витебской ордена Ленина Краснознамённой дивизии:
- Присвоено наименование «гвардейская» приказом наркома обороны СССР от 23.11.1942 года № 375.
- Присвоено наименование «Витебская» приказом наркома обороны СССР от 10.07.1944 года № 193.
- Награждена орденом Ленина указом президиума верховного совета СССР от 19.06.1943 года.
- Награждена орденом Красного Знамени постановлением ВЦИК СССР от 29.05.1936 года.

- - Награждена памятным юбилейным знаменем президиума верховного совета СССР и совета министров СССР, 1967 год.
  - Награждена вымпелом министра обороны СССР «За мужество и воинскую доблесть», 1974 год.

## Хроника основных событий
1960 год

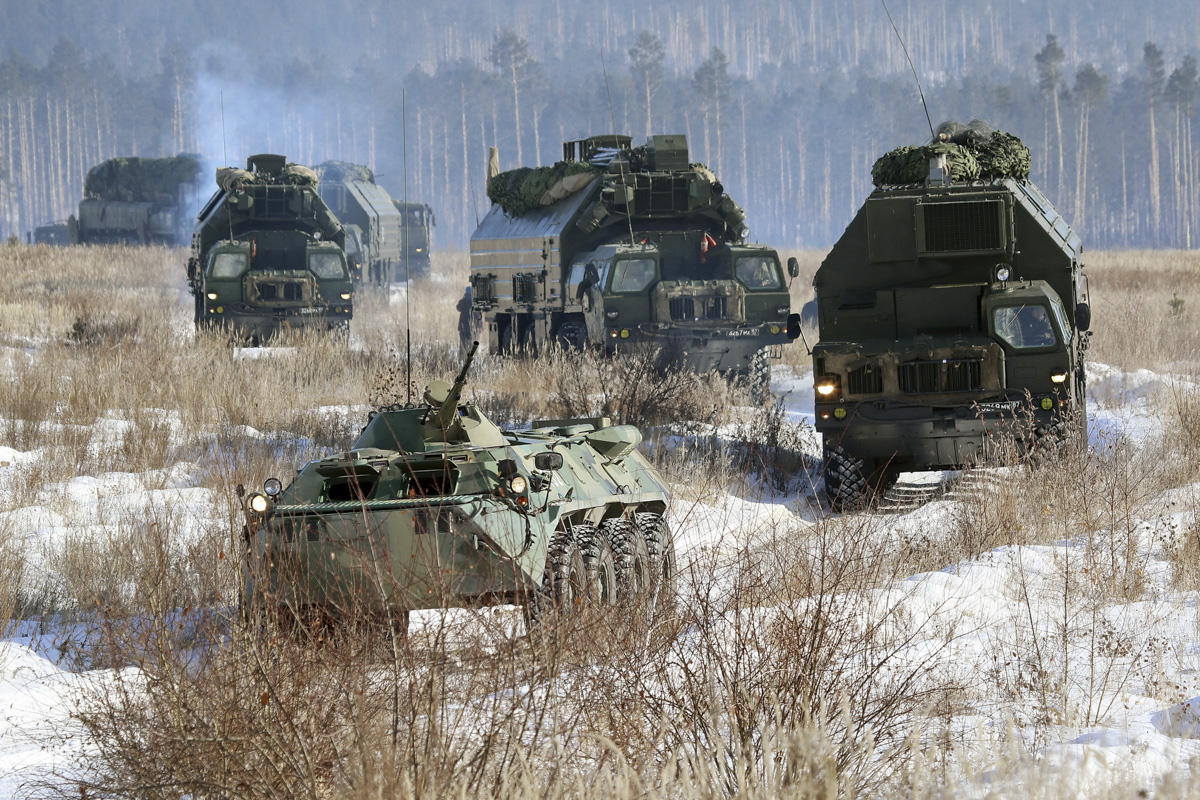
Машина обеспечения боевого дежурства 15В231 и машина боевого управления 15В167.

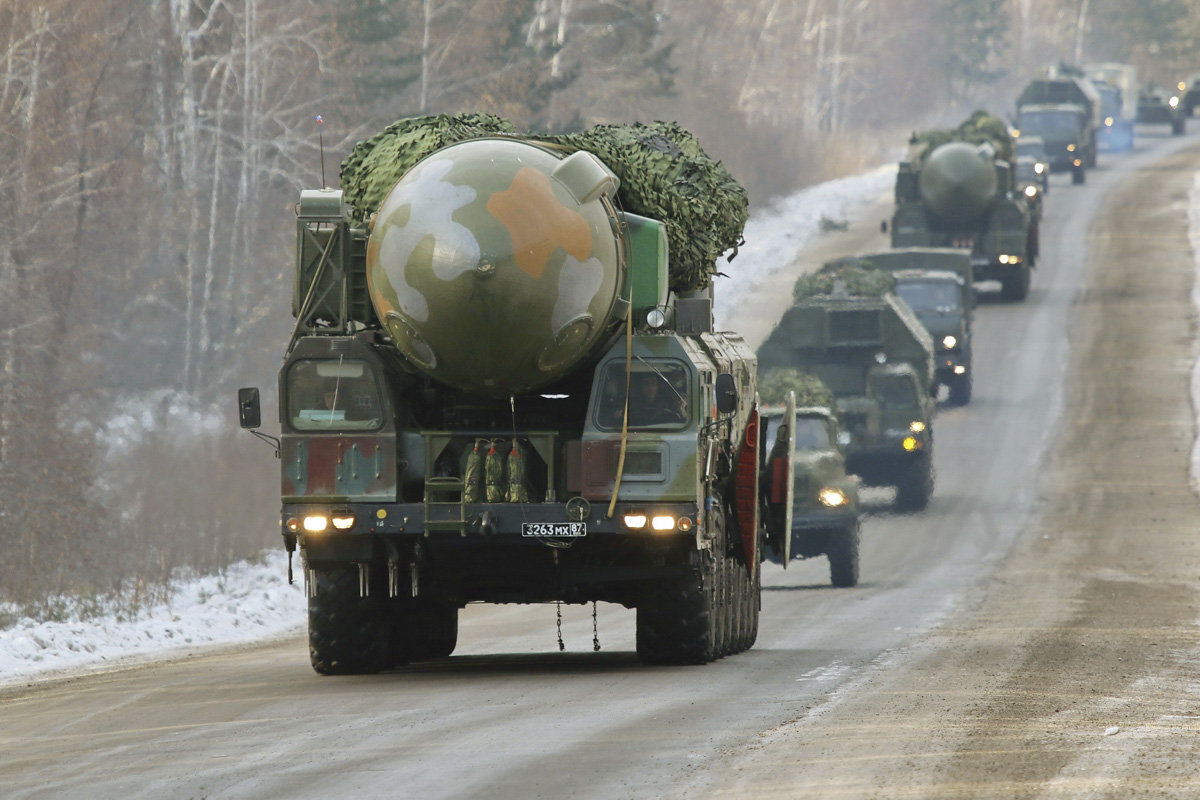
ПУ 15У168 комплекса РТ-2ПМ «Тополь».

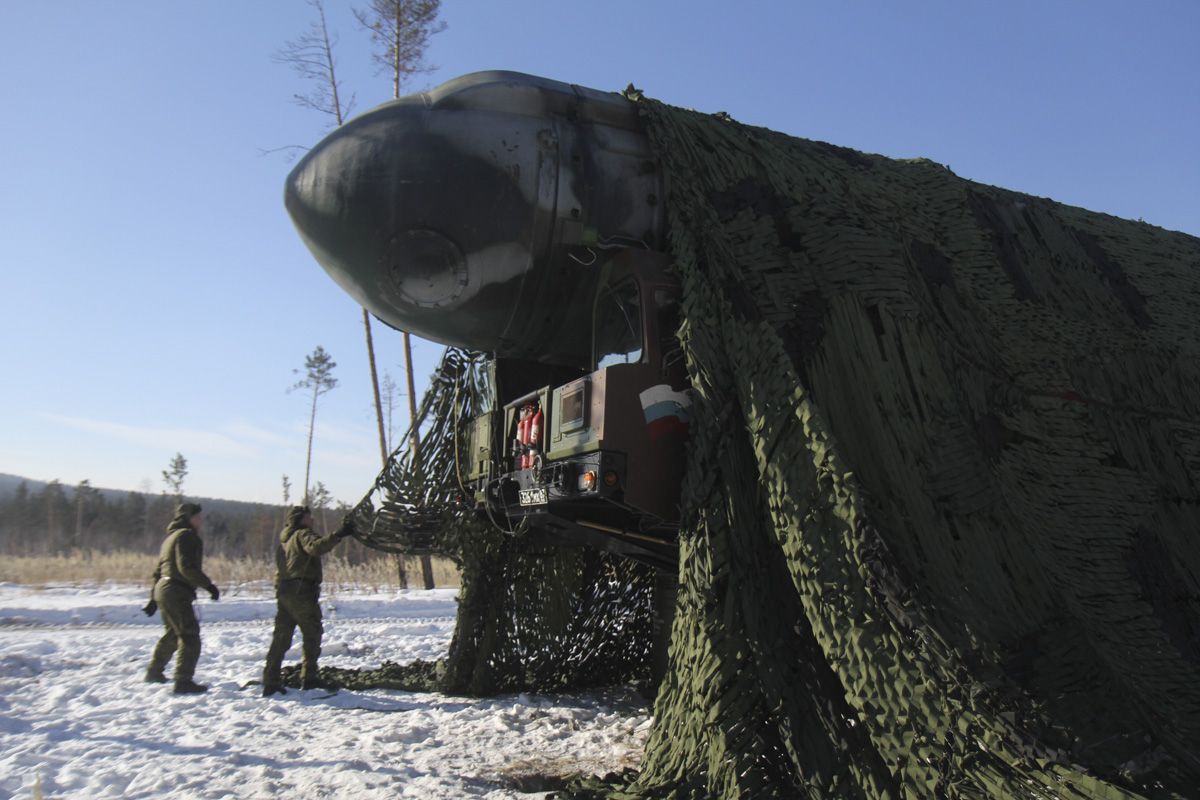

- Июль. Переформирование 85-й инженерной бригады РВГК в 29-ю ракетную дивизию, а инженерных полков в ракетные полки. В состав 29 рд вошли: 637 рп (г. Таураге), 79 рп (г. Плунге), 867 рп (г. Добеле), 307 рп (г. Елгава), 344 рп (г. Приекуле), 115 рп (пос. Паплака).
- 4 июля. Посещение БСП 637 рп министром обороны СССР Маршалом Советского Союза Р. Я. Малиновским.
- Лето. Введение в организационно-штатную структуру штабов ракетных дивизий и ракетных полков штатных командных пунктов.
- 1 октября. Заступил на боевое дежурство 1 рдн 867 рп (без боезапаса головных частей и компонентов ракетного топлива).
- Ноябрь. Участие 1 рдн 637 рп в военном параде па Красной площади в Москве (с четырьмя ракетами Р-12).
- Декабрь. Введено в действие положение о боевом дежурстве частей и подразделений ракетных войск. Введены четыре степени боевой готовности: 4-я — постоянная, 3-я — повышенная, 2-я — повышенная первой степени, 1-я — полная.

1961 год
- Январь. Заступили на боевое дежурство очередные две наземные пусковые установки 79 рп.
- 15 апреля. Поступил боезапас ракет, головных частей и компонентов ракетного топлива для пусковых установок, ранее поставленных на боевое дежурство без боезапаса.
- 24 апреля. Принят на вооружение ракетный комплекс с ракетой Р-14.
- Май. Изменение организационно-штатной структуры управления дивизии, в его состав введены парм, дивизионный лазарет и отдельный комендантский взвод.
- Сентябрь. Заступили на боевое дежурство очередные четыре наземные пусковые установки 79 рп.
- Сентябрь-октябрь. Передислокация управления и штаба дивизии в г. Шяуляй Литовской ССР.
- 17 октября. Передача дивизии боевого знамени 51-й гвардейской стрелковой дивизии.
- 10 декабря. Заступил на боевое дежурство 2 рдн 867 рп.

1962 год
- 1 января. Заступили на боевое дежурство первые четыре наземные пусковые установки 307 рп.
- 10 января. Заступил на боевое дежурство 1 рдн 344 рп.
- Лето. Посещение 307 рп начальником глав. ПУ СА и ВМФ генералом армии Л. Л. Епишевым.
- Август. Участие 79 рп в стратегической операции «Анадырь» (с передислокацией управления полка и двух рдн с ракетным комплексом Р-12 на о. Куба).
- 1-8 сентября. Участие двух стартовых батарей 1 рдн 344 рп и сборочной бригады ртб в реализации программы войсковых испытаний ракеты Р-14 с ядерным зарядом (кодовое название — операция "Тюльпан").
- 8 сентября. Пуск боевой ракеты Р-14 с ядерным зарядом боевым расчётом 4-й пусковой установки 344 рп.
- 11 сентября — 22 ноября. Перевод ракетных полков дивизии в составе РВСН в повышенную боевую готовность (в связи с событиями, связанными с Карибским кризисом).
- 1 октября. Выведен из боевого состава дивизии 637 рп (г. Таураге).
- Декабрь. В состав управления дивизии введена военная школа младших специалистов, г. Елгава.

1963 год
- 1 января. Заступили на боевое дежурство 3 рдн 79 рп, 2 рдн и 3 рдн 307 рп.
- 1 февраля. После возвращения с о. Куба заступили на боевое дежурство 1 рдн и 2 рдн 79 рп.
- Февраль. Изменения в организационно-штатной структуре ракетного полка: расформирован дивизион транспортировки и * заправки ракет, в стартовой батарее сформировано четвёртое (заправочное) отделение.
- Июль. Впервые в ходе опытного учения в запасный позиционный район выведен 867 рп в полном составе.
- Июль. Вместо А. А. Колесова командиром дивизии назначен полковник Л. И. Кокин.
- Август. В штат ракетного дивизиона введена инженерно-ракетная служба.
- 30 сентября. Заступил на боевое дежурство 3 рдн 867 рп.
- Декабрь. 307 рп награждён переходящим красным знаменем ЦК КП Латвии, президиума верховного совета и совета министров Латвийской ССР.

1964 год
- 9 января. Приняты на вооружение ракетные комплексы с ракетами Р-12У и Р-14 У.
- 10 марта. Заступил на боевое дежурство 2 рдн 344 рп.
- Март. В штат ракетного дивизиона введена рота электротехнических заграждений и минирования. В штат шахтных ракетных дивизионов введены группы подготовки и пуска (из расчёта на каждую пусковую установку).
- 3 октября. Введён в действие первый боевой устав РВСН (для полка МКР и дивизиона РСД с шахтными пусковыми установками).
- Зима. На базе 307 рп проведён сбор руководящего состава РВСН.
- Декабрь. Заступил на боевое дежурство 3 рдн 344 рп.
- 29-я ракетная дивизия приступила к несению боевого дежурства в полном составе — 54 боевыми расчётами.
- 1 рдн 344 рп награждён переходящим красным знаменем ЦК ВЛКСМ.

1965 год
- 12 января. Введён в действие боевой устав РВСН (для полка МКР и дивизиона РСД с наземными пусковыми установками).
- Лето. На базе 307 рп проведён очередной сбор руководящего состава РВСН (по созданию образцовой учебно-материальной базы).
- Июнь. Переформирование отдельного батальона связи дивизии в отдельный узел связи. Ввод в эксплуатацию стационарного командного пункта дивизии.

1966 год
- Лето. Перевооружение 115 рп (пос. Паплака) на самоходный ракетный комплекс «Темп-С».
- 25 июня. Участие 1 рдн 115 рп в показе ракетной техники (с пуском ракеты «Темп-С» для президента Франции Шарля де Голля на полигоне Байконур (кодовое название «Пальма»).
- Декабрь. Повторное награждение 307 рп переходящим красным знаменем ЦК КП Латвии, президиума верховного совета и совета министров Латвийской ССР и переходящим вымпелом военного совета 50 РА.

1967 год
- Январь. Начало оснащения командных пунктов дивизии, полков и дивизионов АСБУ «Сигнал».
- Лето. Переформирование 115 рп на штат ракетного полка ОС. Передислокация 1 рдн 115 рп с ракетным комплексом «Темп-С» на Дальний Восток.
- Июнь. Директивой главнокомандующего РВСН в ракетных войсках введены три степени боевой готовности: постоянная, повышенная, полная.
- 17 октября. Введён в действие боевой устав РВСН (дивизион РСД и сборочная бригада ртб).
- 30 октября. Награждение 29-й ракетной дивизии памятным юбилейным знаменем президиума верховного совета и совета министров СССР в честь 50-летия Великой Октябрьской социалистической революции.

1968 год
- 15 августа. Из боевого состава дивизии выведен 115 рп, который передислоцирован в г. Первомайск (Украина).
- 21 августа-2 сентября. Перевод дивизии в составе РВСН в повышенную боевую готовность в связи с событиями в Чехословакии.
- Декабрь. Награждение 867 рп переходящим красным знаменем военного совета 50 РА.

1969 год
- Январь. Принята на вооружение АСБУ «Сигнал».
- 20 июня. Введён в действие единый боевой устав РВСН (дивизия-полк).
- 30 июня. Поставлена на боевое дежурство ЛСБУ «Сигнал».

1970 год
- Апрель. В штат управления ракетного полка введена группа регламента.
- 5 августа. Вместо Л. И. Кокина командиром дивизии назначен полковник В. П. Глуховский.
- Декабрь. В третий раз 307 рп награждён переходящим красным знаменем ЦК КП Латвии, президиума верховного совета и совета министров Латвийской ССР.

1972 год
- Декабрь. Присвоение 344 рп почётного наименования «имени 50-летия образования СССР». Полное наименование полка стало «344-й гвардейский ракетный Краснознамённый имени 50-летия образования СССР».

1974 год
- Проведение в дивизии технической ревизии на всех типах групповых шахтных ракетных комплексов.
- Награждение дивизии вымпелом министра обороны СССР «За мужество и воинскую доблесть» (как лучшего в РВСН соединения РСД).

1975 год
- Продолжается в дивизии техническая ревизия на ракетных комплексах.
- 28 ноября. Вместо В. П. Глуховского командиром дивизии назначен полковник Г. Ф. Ерисковский.

1976 год
- 11 марта. Принят на вооружение ракетный комплекс «Пионер».
- Декабрь. Переход на единую систему организации несения боевого дежурства в масштабе РВСН продолжительностью 3-4 суток.

1977 год
- Весна. Введение в штат управления дивизии дежурных офицеров штаба.

1978 год
- 15 марта. Сняты с боевого дежурства 1-й, 2-й и 3-й ракетные дивизионы 79 рп.
- 15 мая. Введена в действие директива главнокомандующего РВСИ о четырёх степенях боевой готовности: постоянной, повышенной, военной опасности и полной.
- Август. Исключён из боевого состава дивизии 79 рп, передислоцированный в пгт Юрья Кировской области.

1980 год
- 1 февраля. Снят с боевого дежурства 3 рдн 307 рп.

1982 год
- 24 мая. Сняты с боевого дежурства 1-й и 2-й ракетные дивизионы 307 рп.
- 7 июня. Сняты с боевого дежурства 1-й, 2-й и 3-й ракетные дивизионы 867 рп.
- 1 декабря. Переформирование 307 рп и 867 рп на штат полка с ракетным комплексом «Пионер».

1983 год
- 1 марта. Сняты с боевого дежурства 1-й, 2-й и 3-й ракетные дивизионы 344 рп.
- 12 мая. Выведен из боевого состава дивизии 867 рп, передислоцированный в июле 1984 года в г. Барнаул Алтайского края.
- 5 июля. Вместо генерала-майора Г. Ф. Ерисковского командиром дивизии назначен полковник В. К. Тонких.
- 16 сентября. Выведен из боевого состава дивизии 307 рп, передислоцированный в г. Барнаул Алтайского края.
- 1 декабря. 344 рп переформирован на штат полка с ракетным комплексом «Пионер».
- Награждение военной школы младших специалистов дивизии переходящим красным знаменем ЦК КП Латвии, президиума верховного совета и совета министров Латвийской ССР.
- Декабрь. Сформирован новый 778 рп в г. Елгава с ракетным комплексом «Пионер».

1984 год
- 16 нюня. Выведен из состава дивизии 778 рп (г. Елгава).

1985 год
- 2 декабря. 344 рп переформирован на штат полка с ракетным комплексом «Тополь».
- Декабрь. Управление 29 рд и 344 рп выведены из состава 50 РА и передислоцированы в г. Иркутск.

1986 год
- 1 февраля. Начало формирования качественно новой 29 рд (г. Иркутск) в составе четырёх ракетных полков, имеющих на вооружении ракетный комплекс «Тополь».

1987 год
- 8 декабря. В Вашингтоне подписан договор между СССР и США о ликвидации ракет средней и меньшей дальности (РСМД).

Май 1988 года — апрель 1989 года.
- Заступление ракетных полков 29 рд (г. Иркутск) на боевое дежурство.

## Ракетное вооружение дивизии
На 2017 год на вооружение два ракетных полка — шесть ракетных дивизионов РС-26 всего 18 ПУ и два ракетных полка — шесть ракетных дивизионов РС-24 всего 18 ПУ на боевом дежурстве.
От Р-1 (8А11) к РТ-2ПМ («Тополь»)
| Основные характеристики             | Р-1 (8А11)             | Р-2 (8Ж38)             | Р-5М (8К51)          | Р-11М                | Р-12 (8К63)          | Р-14 (8К65)          |
| Максимальная дальность стрельбы, км | 270                    | 600                    | 1200                 | 170                  | 2000                 | 4500                 |
| Стартовая масса, т                  | 13,4                   | 20,4                   | 29,1                 | 5,4                  | 47,1                 | 86,3                 |
| Масса полезной нагрузки, т          | 1,0                    | 1,5                    | 1,35                 | 0.6                  | 1,63                 | 2,1                  |
| Длина ракеты, м                     | 14,6                   | 17,7                   | 20,75                | 10,5                 | 22,1                 | 24,4                 |
| Диаметр ракеты, м                   | 1,65                   | 1,65                   | 1,65                 | 0,88                 | 1,65                 | 2,4                  |
| Тип головной части                  | Моноблочная, неядерная | Моноблочная, неядерная | Моноблочная, ядерная | Моноблочная, ядерная | Моноблочная, ядерная | Моноблочная, ядерная |